# 熊谷信也
熊谷 信也（くまがい しんや、1960年1月19日 - ）は、日本の演劇プロデューサー、イベントプロデューサー、舞台プロデューサー、音楽プロデューサー。

## 経歴
宮城県栗原郡金成町出身。宮城県築館高等学校卒業。明治大学法学部法律学科（栗本慎一郎ゼミ。元教授＆元参議院議員）卒業。大学2年からマガジンハウス（旧平凡出版）の『週刊平凡』編集部ででアルバイト。2年後「原稿書けます」と言うと「じゃあ書いてみろ」とフリーライターとして執筆を開始。「週刊平凡」、「平凡パンチ」（マガジンハウス）、「ギャルズライフ」（学研）、「投稿写真」（サン出版）等に掲載。明治大学学園祭にて「糸井重里VS栗本慎一郎の対談」を企画。司会を務め単行本化。1983年「俺たちはノイズだ」として、冬樹社より出版される。
1984年4月東京放送（TBS）入社、在籍35年。2019年5月よりキョードー東京（執行役員、チーフ・プロデューサー）。2024年株式会社イープラス　エージェント事業部（エグゼクティブ・プロデューサー）へ移籍。

## 作品

### TBS時代（1984年〜2019年）
1984年4月東京放送入社〜（24歳〜59歳）
制作局1984年〜情報制作局1997年〜事業局2002年〜2019年。

#### 番組ディレクターとして
- 1984年「ぴったしカンカン」（ADからDへ）、「クイズ100人に聞きました」、「どうぶつ奇想天外」
- 1986年～深夜番組「夢みてカルロス」シティボーイズの大竹まこと、きたろう、斉木しげる3人がMCを務めたTBSのバラエティ番組。ディレクターを務め3人の懐の広さと笑いの深さを学ぶ。プロデューサー小野寺 廉、構成は三木聡。
- 1992年から「上岡龍太郎がズバリ！」プロデューサー田代冬彦。1996年まで。

「どうぶつ奇想天外」ではマダガスカルに２ヶ月滞在してヌシマンガべの無人島で「アイアイ」の撮影に成功。「上岡龍太郎のがズバリ」ではMrレディ50人を集めて喧々諤々。視聴率が20％を超えてしまう。以後、TBSの期首編成の目玉となり、2年に渡り、２時間特番が編成された。周囲からオカマディレクターと呼ばれる。
１本だけドラマをディレクターしている。1990年8月５日16時半〜１7半放送。新鋭ディレクターシリーズ。書き下ろしオリジナル脚本で「星条旗からのお中元」脚本：及川中、主演：斎藤隆治、奥貫薫、マルセ太郎、大竹まこと、友情出演：明石家さんま。横須賀の街で放射能汚染かと思われる事件が出始める。街は風評被害に悩む。しかし横須賀湾にアメリカ海軍基地所属の原子力潜水艦が水没していると・・・街は混乱。真実か噂なのか。音楽は安川宙志。全て人間のボイスのサンプリングだけで構成している。

#### 番組プロデューサーとして
- 1996年「コロンブスのゆで卵」（司会 島田紳助）日曜20時〜20時54分
- 1997年「デカメロン」主演：竹中直人と東京スカパラダイスオーケストラ主演
  - 音楽バラエティ深夜番組。NHK大河ドラマ「秀吉」以後、話題沸騰の竹中直人を起用
- 1999年〜2002年「エクスプレス」
  - （司会・とよた真帆、リサ・スティッグマイヤー、TBSアナウンサー小川知子）
  - 月〜金、朝4時半から8時まで立ち上げから終了まで（夜、飲めず友人減る）

#### 番組企画プロデューサーとして
- 1991年「二都物語」、日米、同じ脚本か同じテーマで東京とニューヨークのディレクターが15分ずつのドラマを制作する 深夜週一番組（六ヶ月）司会は長野智子、喜多嶋舞。
- 1992年「大帝国劇場」CMディレクターとテレビディレクターが作るクリエイティブの融合番組、深夜週一番組（六ヶ月）。メインディレクターに「スネークマンショー」の桑原茂一を起用。日本のお笑いを多角的に検証する事になる。メインテーマ「BRASIL」 Caterina Valenteが歌う「Aqualela do Brasil 日本語タイトル＝ブラジルの水彩画」は、もちろん桑原茂一による珠玉の選曲。
- 城山羊の会の山内ケンジ、リゲインの黒田秀樹、本田昌広など錚々たる監督によるショート・ムービーが話題となる。
- 事業局へ人事異動　事業局の悲願であった週一レギュラー番組を開発制作（TBS事業局のレギュラー番組の歴史はここから始まる）
- 2003年 「正三郎の部屋」 4月～2003年12月 （木曜深夜）司会：昭和のいる・こいる師匠。
- 2004年「青木さやかの美人の素」 1月8日〜2005年9月29日まで
  - 青木さやか初冠番組 （木曜深夜週一）
- 2010年「IRIS」（アイリス）イ・ビョンホン主演 キム・テヒ出演。水曜21時〜21時54分。
  - 韓国ドラマが日本のゴールデンタイムで放送されたのは史上初（連続10回放送）。
- 2010年「おじいちゃんは25歳」ホイチョイプロダクション企画、主演 藤原竜也 （18回ほぼ連続）

#### 映像 / 出版 プロデュース
- 2002年「坂本龍一のアフリカ～エレファンティズム」（ソトコトDVD BOOK）事業部初の仕事。坂本龍一とケニアに滞在３週間。9.11テロを契機に、なぜ人と人は殺し合うのか、その答えを人類の起源にまでさかのぼり、人類発祥の地、アフリカ取材、現地研究者への貴重なインタビュー。サバンナで「戦場のメリークリスマス」を象に生演奏で聞かせる光景は圧巻。「筑紫哲也 NEWS23」で特集、「J-WAVE」で4時間特番生放送。
- 2008年 写真集「テロメア」押し花の写真集 木楽舎より出版。赤坂サカス、赤坂ブリッツのオープンに合わせてブリッツ内玄関に設置された400のひまわりと彩り豊かな草花のレリーフの写真集。デザイン、写真 トリプル・オー永石勝。初代・赤坂サカス内 「赤坂BLITZ」支配人となる。
- 2025年「ろく助　塩の道」出版。赤坂にあった伝説の焼き鳥、串焼き屋店主・高野正三氏の90年の奇想天外な人生を丁寧な取材によって書籍化。

#### 番外編　音楽活動
TBS人事部に課外活動届を提出しミュージシャン活動開始
- 1997年 P.B&M (ピーター、ボーズ ＆マミ) 結成、サイドギター、ボーカル担当。

熊谷真実（Vo:女優）、石田長生（Vo & Guitar:　故人。音楽家、チャーとのユニット「BAHO』は今や伝説）、熊谷信也（Vo & Guitar: TBSプロデューサー）70年代懐かしいフォークソング的要素にあふれた3人編成バンド。石田長生がバンマス。女優・熊谷真実がメインボーカル。中野サンプラザ、神戸チキンジョージなどに多数出演。バンドでは必ずソロの演奏もあり、スティーブ・ハウの「MOOD FOR A DAY」などを得意げに奏でていたが、有名な劇場支配人に「ギターには２つしかない。人に聞かせていいギターと人に聞かせてはいけないギター。君は後者だ！」と言われ自信喪失。プロの道を断念。それ以後は、趣味としてギターをたしなむ。

#### コンサート プロデューサーとして
- 2005年「Live your life」矢野真紀@パルコ劇場 /DVD発売
- 2006年〜2018年 五嶋龍 ソロリサイタル 全公演@サントリーホール他
- 2007年「＃１坂本龍一プロデュース/ロハス・クラッシック・コンサート」＠オーチャードホール、＠さいたま彩の国
- 2008年「＃２坂本龍一プロデュース/ロハス・クラッシック・コンサート」＠赤坂ACTシアター
- 2008年「赤坂BLITZ」初代支配人。KREVAで開幕。赤坂サカスオープン。
- 2016年「琉球の風と海と太陽」大城美佐子芸能足掛60年記念ライブ＠赤坂ACTシアター
- 2017年「ギター・ルネッサンス」渡辺香津美、SUGIZO、沖仁＠赤坂ACTシアター
- 2022年「スーパー・ボーカル・トリオ・コンサート」ミュージカルの井上芳雄、演歌の天童よしみ、山内惠介の３人で、ジャズ、ミュージカル、ロック、最後にはQUEENのあの名曲「ボヘミアン・ラプソディ」に生歌で挑戦。5000人の会場で大喝采、奇跡の舞台となった。＠東京国際フォーラム・ホールA
- 2024年「山内惠介オーケストラコンサート」オリジナル曲と世界の名曲を本人初となるフルオーケストラ50人の生演奏で熱唱。＠東京芸術劇場、大阪フェスティバルホール。BS-TBSにて後日放送。

#### 舞台 プロデュース
- 2001年 「白鳥の湖」 アダム・クーパー主演、＠オーチャードホール
- 2003年「音楽劇 星の王子さま」主演 宮崎あおい、保坂尚輝、EPO、ROLLY、音楽：宮川彬良、演出：白井晃＠東京国際フォーラムホールC
- 2004年「ON YOUR TOES」主演・振付アダム・クーパー＠五反田ユーポート
- 2005年 『危険な関係』演出・振付・主演 アダム・クーパー＠五反田ゆうぽーと/青山劇場
- 2005年『ミュージカル 星の王子さま』再演：宮崎あおい､岡田浩暉、ブラザートム、ROLLY、松澤一之、内田紳一郎、宮川浩福本伸一、田子裕史、森山開次、安寿ミラ、演出：白井晃、振付：近藤良平（コンドルズ）＠新国立劇場
- 2008年「ヤン・リーピンのシャングリラ」日本初来日＠オーチャードホール
- 2008年「ゴッド・ドクター」脚本・演出：大宮エリー、主演片桐仁、石田ひかり、板尾創路、松村雄基、渡辺直美、山下真司遠山景織子 ＠新国立劇場
- 2009年「ミッシングボーイズ―僕が僕であるために―」演出：鈴木勝秀、主演：早乙女太一、藤本涼、やべきょうすけ、松本まりか、熊谷和徳、コング桑田、尾崎桃子、小野ひとみ、尾崎豊の楽曲でつづる青春群像劇＠赤坂ACTシアター
- 2009年「シカゴ」主演：米倉涼子、河村隆一、和央ようか＠赤坂ACTシアターで上演
- 2009年「その夜明け、嘘。」主演：宮崎あおい、吉本菜穂子、六角精児、脚本＆演出：福原充則 ＠青山円形劇場
- 2010年「アウエイ・イン・ザ・ライフ」音楽：筋肉少女帯、主演 水野美紀、村上知子（森三中）、ソニン、小林顕作、市川しんぺー、木野花、演出：河原雅彦、演劇ロック＝筋肉少女帯でつづる演劇とロックの融合。＠赤坂BLITZ
- 2010年「ジャンヌ・ダルク」初演、主演 堀北真希、伊藤英明、西岡徳馬、浅野温子、六平直政、田山涼成、春海四方、上杉祥三、高杉真宙、石黒英雄、山口馬木也、柴本幸、塩谷瞬 ＠赤坂ACTシアター、＠大阪 梅田芸術劇場、演出 白井晃、脚本 中島かずき、音楽 三宅純、原案監修 佐藤賢一
- 2011年 「美男ですね」脚本＆演出：福原充則 主演：北山宏光（Kis-My-Ft2）、高畑充希、内博貴、宮田俊哉（Kis-My-Ft2）、玉置孝匡、真野恵里菜、市川しんぺー、竹井亮介、猫背椿、高橋ひとみ、＠赤坂ACTシアター
- 2012年 「戦国ブログ型朗読劇ムラクモ」作演出：藤沢文翁＠浅草公会堂
- 2012年 「シカゴ」米倉涼子 ブロードウエイ進出
- 2012年「ふるあめりかに袖はぬらさじ」坂東玉三郎演出・主演、檀れい、松田悟志、団時朗 ＠赤坂ACTシアター
- 2013年「ぶっせん」脚本＆演出：福原充則、吉沢亮主演、桐山漣、鍵本輝、平間壮一、佐々木喜英、吉田ウーロン太、吉本菜穂子、中別府葵、大堀こういち、袴田吉彦 ＠赤坂ACTシアター
- 2014年「9days Queen」主演：堀北真希、上川隆也、成河、江口のりこ、田畑智子、浅利陽介、姜暢雄、朴璐美、神保悟志、久世星佳、銀粉蝶、田山涼成、歌：青葉市子@赤坂ACTシアター、演出：白井晃、音楽：三宅純、脚本：青木豪
- 2014年「ジャンヌ・ダルク」演出：白井晃、有村架純、東山紀之、佐藤藍子、尾上寛之、山口馬木也、矢崎広、青木健、渋谷樹生、吉田メタル、堀部圭亮、上杉祥三、春海四方、高橋ひとみ、田山涼成、西岡徳馬＠赤坂ACTシアター、演出：白井晃、音楽：三宅純、脚本：中島かずき、エキストラ100人の大所帯公演。
- 2014年「ヤン・リーピン・孔雀」招聘＠オーチャードホール
- 2015年「バラーレ」演出：坂東玉三郎、出演：DAZZLE＠赤坂ACTシアター、玉三郎がストリートダンサーチームのDAZZLEと組んで新たなダンス世界を創造。
- 2015年「No.9〜不滅の旋律〜」稲垣吾郎主演、大島優子、片桐仁、マイコ、高岡早紀、加藤和樹、山中祟、深水元基、ジョンテ、広澤草、小川ゲン、薬丸翔、山崎雄大、長谷川初範、田山涼成＠赤坂ACTシアター、演出：白井晃、音楽：三宅純、脚本：中島かずき
- 2016年「ヤン・リーピンのシャングリラ」招聘再演＠オーチャードホール
- 2016年「シカゴ」シャーロット・ケイト・フォックス主演＠オーブ、New Yorkブロードウェイ
- 2017年「俺節」演出：福原充則、主演・安田章大（関ジャニ∞）、シャーロット・ケイト・フォックス、福士誠治、六角精児、高田聖子、桑原裕子、中村まこと、西岡徳馬 他＠赤坂ACTシアター
- 2018年「プルート」演出＆振付；シディ・ラルビ・シェルカウイ。再演、主演:森山未来、土屋太鳳 （メインは文化村、CM15秒スポットを堀田明宏監督と制作）＠シアターコクーン＠ロンドン/バービカンシアター
- 2018年「No.9〜不滅の旋律〜」再演。稲垣吾郎主演、剛力彩芽、片桐仁、村川絵梨、鈴木拡樹、岡田義徳、深水元基、橋本淳、広澤草、小川ゲン、野坂弘、奥貫薫、羽場裕一、長谷川初範＠赤坂ACTシアター、演出：白井晃、音楽：三宅純、脚本：中島かずき
- 2019年 「ヤン・リーピンの覇王別姫〜十面埋伏」招聘＠オーチャードホール
- 2019年「愛のレキシアター ざ・びぎにんぐ・おぶ・らぶ」全曲レキシの楽曲で綴るミュージカル @赤坂ACTシアター、演出：河原雅彦、主演：山本耕史、八嶋智人、松岡茉優、井上小百合、高田聖子、佐藤流司、藤井隆

### キョードー東京時代（2019年〜2024年）
- 2019年「忘れてもらえないの歌」脚本演出：福原充則、主演：安田章大、福士誠治、中村蒼、木竜麻生、渡辺哲、大堀こういち、桑原裕子、佐野晶哉、銀粉蝶＠TBS赤坂ACTシアター
- 2020年「In-Spire」熊谷和徳タップダンサーソロ公演　＠赤レンガ倉庫
- 2020年「No.9〜不滅の旋律〜」再再演。稲垣吾郎主演、剛力彩芽、＠赤坂ACTシアター
- 2021年　ミュージカル　リズム＆バキューム「衛生」脚本＆演出：福原充則、音楽：益田トッシュ、主演：古田新太、尾上右近、咲妃みゆ、石田明（NONSTYLE）、ともさかりえ、六角精児、村上航、佐藤真弓
- 2021年「サンソンールイ16世の首を刎ねた男」稲垣吾郎主演、中村橋之助、橋本淳、牧島輝、落合モトキ、藤原季節、清水葉月、田山涼成、榎木孝明　＠東京建物 Brillia HALL、演出：白井晃、音楽：三宅純、脚本：中島かずき
- 2021年「アルトゥロ・ウイの興隆」再演　＠KAAT神奈川芸術劇場、ロームシアター京都、豊洲PIT、主演：草彅剛、松尾諭、渡部豪太、中山祐一朗、七瀬なつみ、神保悟志、小林勝也、榎木孝明、演出：白井晃、生演奏：オーサカ=モノレール
- 2022年「熊谷和徳　Voice」　アイヌ民謡・レジェンド歌手6人＆奄美の島唄・元ちとせ＆タップダンス＠文化村オーチャードホール
- 2022年「熊谷和徳　表現者たち　ハナレグミ」＠恵比寿ガーデンホール
- 2022年「閃光ばなし」主演：安田章大、黒木華、片桐仁、桑原裕子、安藤聖、小林けんいち、みのすけ、佐藤B作、他、脚本演出：福原充則　＠ロームシアター京都、東京建物 Brillia HALL
- 2023年「サンソン　ルイ16世の首を刎ねた男」再演。コロナ中止へのリベンジ。演出：白井晃、脚本：中島かずき、音楽：三宅純、主演：稲垣吾郎、大鶴佐助、崎山つばさ、佐藤寛太、落合モトキ、池岡亮介、清水葉月、智順、春海四方、有川マコト、松澤一之、　田山涼成、榎木孝明、他
- 2023年「ジャンヌ・ダルク」3度目の公演。3人目のジェンヌ・ダルクは清原果耶、小関裕太、福士誠治、島村龍乃介、深水元基、山崎紘菜、坪倉由幸、野坂弘、ワタナベケイスケ、粟野史浩、りょう、神保悟志、岡田浩暉、榎木孝明、東京22公演　@東京建物 Brillia HALL、大阪追加を含む5公演＠オリックス劇場
  - 読売演劇大賞・・・清原果耶　優秀女優賞＆杉村春子賞　受賞

### イープラス時代（2024年〜）
- 2024年音楽劇「男たちの挽歌」脚本＆演出：鄭義信、主演Travis Japanの二人が主演、川島如恵留、松倉海斗　青柳 翔、岡田義徳、尾上寛之、上瀧昇一郎、清水 優、中村まこと、福井晶一、神保悟志
- 2024年「No.9〜不滅の旋律〜」4度目の挑戦。稲垣吾郎主演、剛力彩芽、片桐仁、南沢奈央、崎山つばさ、中尾暢樹、岡田義徳、深水元基、松田佳央理、小川ゲン、宮部大駿、奥貫薫、羽場裕一、長谷川初範、ピアニスト末永匡、梅田智也＠東京国際フォーラムホールC　演出：白井晃、脚本：中島かずき、音楽：三宅純